# Jenny Gaugigl
Jenny Gaugigl (* 22. August 1996 in Augsburg) ist eine deutsche Fußballspielerin. 2018 beendete ein Kreuzbandriss zunächst die Fortsetzung ihrer Spielerkarriere, bevor sie im Oktober 2022 erneut dem Kader der ersten Mannschaft in der 2. Bundesliga angehört.

## Karriere

### Vereine
Gaugigl begann ihre fußballerische Karriere im Alter von drei Jahren bei der SpVgg Auerbach/Streitheim, für die sie bis 2008 und dann erneut ab 2009 gemeinsam mit männlichen Junioren spielte. Im Sommer 2008 wechselte sie zum TSV Pfersee Augsburg, für den sie auch 2009/10 mit einem Zweitspielrecht aktiv war. Zur Saison 2010/11 folgte der Wechsel in die Jugendabteilung des FC Bayern München. Mit Münchens B-Juniorinnen gewann sie 2013 die Meisterschaft und erzielte im Finale gegen den FSV Gütersloh 2009 den Treffer zum 3:1-Endstand.
In der Saison 2013/14 gehört die Mittelfeldspielerin offiziell dem Kader der zweiten Mannschaft an, kommt daneben aber auch zu Einsätzen für die erste Mannschaft in der Bundesliga. Ihr Debüt für den FC Bayern München gab sie am 8. September 2013 (1. Spieltag) beim 2:0-Sieg der zweiten Mannschaft im Auswärtsspiel gegen den SC 07 Bad Neuenahr; ihr Bundesligadebüt am 3. Oktober 2013 (3. Spieltag) beim 2:1-Sieg im Auswärtsspiel gegen die SGS Essen, als sie in der 86. Minute für Vanessa Bürki eingewechselt wurde. 2014/15 und 2015/16 gewann sie mit den Münchnerinnen die deutsche Meisterschaft, kam in beiden Saisons jedoch zu keinen weiteren Bundesligaeinsätzen. Vor dem letzten Saisonspiel am 16. Mai 2016, beim 1:1-Unentschieden im Heimspiel gegen die TSG 1899 Hoffenheim, wurde sie gemeinsam mit Eunice Beckmann, Laura Feiersinger, Raffaella Manieri, Ricarda Walkling und Fabienne Weber vom Verein verabschiedet. Zur Saison 2016/17 wurde sie vom Ligakonkurrenten SC Sand verpflichtet. Nachdem sie für den SC Sand II bereits in der 2. Bundesliga Süd zehn Punktspiele bestritten hatte, kam sie am 30. April 2017 (18. Spieltag) zu ihrem Debüt in der ersten Mannschaft, die beim MSV Duisburg 3:3 unentschieden spielte. Sie musste ihre Spielerkarriere aufgrund eines im Training am 25. April 2018 erlittenen Kreuzbandrisses frühzeitig beenden.

### Nationalmannschaft
Gaugigl kam am 3. März 2014 erstmals für eine Juniorenauswahl des DFB zum Einsatz. Beim 4:2-Sieg der U20-Nationalmannschaft gegen die Auswahl Englands beim „Sechs-Nationen-Turnier“ in La Manga wurde sie in der 60. Minute für Pauline Bremer eingewechselt. Am 5. April 2014 bestritt sie in Brüssel – im Rahmen der Qualifikation für die Europameisterschaft in Norwegen – ihr erstes Länderspiel für die U19-Nationalmannschaft und erzielte zwei Tage später an Ort und Stelle, beim 7:0-Sieg gegen die Auswahl der Ukraine, mit dem Treffer zum zwischenzeitlichen 6:0 in der 85. Minute auch ihr erstes Länderspieltor. Mit der U20-Nationalmannschaft nahm sie auch an der vom 5. bis 24. August 2014 in Kanada ausgetragenen Weltmeisterschaft teil, bestritt das zweite Gruppenspiel gegen die Auswahl Chinas mit Einwechslung für Rieke Diekmann in der 78. Minute und wurde mit dem 1:0-Sieg n. V. im Finale gegen die Auswahl Nigerias Weltmeisterin. Mit der U19-Nationalmannschaft nahm sie an der vom 15. bis 27. Juli 2015 in Israel ausgetragenen Europameisterschaft teil, bestritt die letzten beiden Gruppenspiele und das mit 2:4 im Elfmeterschießen gegen die Auswahl Schwedens verlorene Halbfinale.

## Sonstiges
Gaugigl absolvierte nach ihrem Realschulabschluss ein Freiwilliges Soziales Jahr beim TSV Diedorf und strebt nach ihrem Umzug nach München eine Ausbildung zur Sport- und Fitnesskauffrau an.

## Erfolge
- U20-Weltmeister 2014
- Deutscher Meister 2015, 2016 (mit dem FC Bayern München)
- Deutscher B-Juniorinnen-Meister 2013 (mit dem FC Bayern München)